# それが、愛でしょう/君に吹く風
『それが、愛でしょう/君に吹く風』（それがあいでしょう/きみにふくかぜ）は、2003年9月3日に発売された下川みくにの10作目のシングル。
販売元はポニーキャニオン。

## 解説
- 『TRUE/たった、ひとつの』以来2作ぶりとなる両A面シングル。「それが、愛でしょう」はテレビアニメ『フルメタル・パニック? ふもっふ』のオープニング、「君に吹く風」は同作のエンディング主題歌となった。
- 3曲とも、直後に発売されたアルバム『キミノウタ』に収録されているが、このうち「あれから」は「あれから ～そして、今～」として収録されている。
- ジャケット写真はキャンピングカーの中で撮影されたものである（このことは、この曲のプロモーションビデオでも見られる）。

## 収録曲
全作曲・編曲：Sin
1. それが、愛でしょう [5:10]
  - 作詞：下川みくに、コーラスアレンジ：吉田久美子
2. 君に吹く風 [4:40]
  - 作詞：何茶李
3. あれから [4:14]
  - 作詞：下川みくに
4. それが、愛でしょう（instrumental） [5:10]
5. 君に吹く風（instrumental） [4:40]

## 収録アルバム
- キミノウタ（全曲。「あれから」は「あれから ～そして、今～」として）
- Mikuni Shimokawa Singles & Movies（「それが、愛でしょう」「君に吹く風」）
- Reprise 〜下川みくにアニソンベスト〜（「それが、愛でしょう」「君に吹く風」 いずれもDisc.2）
- 9 -Que!!- 下川みくにセルフカバーアルバム（「それが、愛でしょう」）
- 翼 〜Very Best of Mikuni Shimokawa〜（「それが、愛でしょう」）

## カバー
それが、愛でしょう
- 泉こなた（声：平野綾） - テレビアニメ『らき☆すた』の第3話エンディングテーマとして使用され、2007年発売のアルバム『TVアニメ『らき☆すた』エンディングテーマ集 〜ある日のカラオケボックス〜』に収録された。
- 天海春香（声：中村繪里子） - 2009年発売のアルバム『THE IDOLM@STER MASTER SPECIAL 01 天海春香・高槻やよい』に収録。
- HIMEKA - 2010年発売のアルバム『ラブ アニソン 〜歌ってみた〜』に収録。